# Miñón de Santibáñez
Miñón es una localidad situada en la provincia de Burgos, comunidad autónoma de Castilla y León (España), comarca de Alfoz de Burgos, ayuntamiento de Valle de Santibáñez.

## Datos generales
En 2006, contaba con 13 habitantes, situado 3 km al este de la capital del municipio, Santibáñez-Zarzaguda, en la carretera BU-622 que atravesando Mansilla conduce a Montorio, donde conecta con al N-627, futura autovía.  En el valle del río Úrbel, cruce de caminos que comunican con Ros, en el valle del Arroyo de Monesteruelo y Las Celadas ya en el páramo.

## Situación administrativa
Entidad Local Menor cuyo alcalde pedáneo fue Alfonso Miñon Martínez del Partido Socialista hasta junio de 2023. Desde junio de 2023 el alcalde pedáneo es Ana Belén González Pericacho del Partido Popular.

## Historia
Lugar que formaba parte de la Jurisdicción de Haza de Siero en del Partido de Castrojeriz, uno de los catorce que formaban la Intendencia de Burgos durante el periodo comprendido entre 1785 y 1833, en el Censo de Floridablanca de 1787, jurisdicción de realengo con regidor pedáneo.
Antiguo municipio de Castilla la Vieja en el Partido de Burgos código INE-095071 
En el censo de la matrícula catastral contaba con 21 hogares y 84 vecinos.
Entre el censo de 1857 y el anterior, este municipio desaparece porque se integra en el municipio 09357 Santibáñez-Zarzaguda.

## Parroquia
Iglesia de San Pedro con portada románica de interés, realizada en hacia el año 1200 y en la que se grabaron los signos del Zodiaco en doce medallones con sendos personajes que tañen sus instrumentos musicales entre un arco dentado y otro de forma de sierra. Monumento Nacional declarado el 11 de mayo de 1983, BOE 01/07/1983.

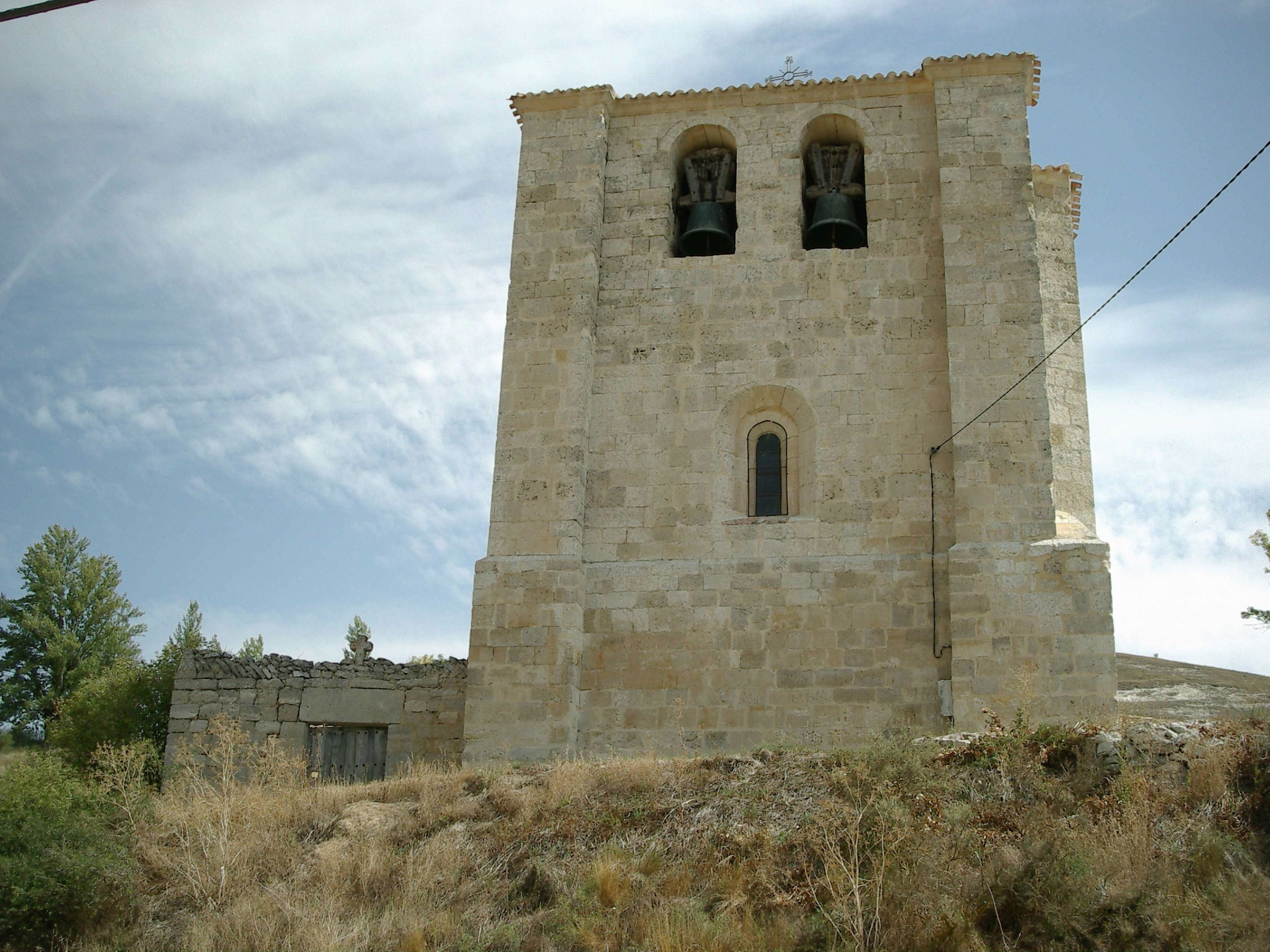
Iglesia románica de San Pedro